# Tit
Tit je moško osebno ime.

## Slovenske različice
Moške različice: Timotej, Titan, Tito, Titoslav; ženske različice: Tita, Titina

## Tujejezikovne različice
Titus ( Angleško, Nemško), Tytus (Poljsko), Tito (Italijansko, Špansko in Portugalsko), Titusz (Madžarsko), Titu (Romunsko), Titus, Tit, Titek, Titusek (Češko, Slovaško), Tit (Rusko).

## Izvor imena
Ime Tit izhaja iz latinskega imena Titus z doslej še ne popolnoma pojasnenim izvorom. Nekateri razlagajo, da beseda titus pomeni »golob«, drugi ga povezujejo z latinsko besedo titulus, ki pomeni častni naslov, častno ime, čast, slava, ugled.

## Pogostost imena
Po podatkih Statističnega urada Republike Slovenije je bilo na dan 31. decembra 2007 v Sloveniji 129 nosilcev imena Tit. Ostale različice imena, ki so bile na ta dan tudi v uporabi: Tito (5), Tita(54), Titina (5).

## Osebni praznik
V koledarju je Tit skupaj s Timotejem, god pranjuje 26. januarja.

## Slavni nosilci imena
- Vespazijan (Titus Flavius Caesar Vespasianus Augustus), rimski cesar (69–79)
- Tit Flavij (Titus Flavius Caesar Vespasianus Augustus), rimski cesar (79–81), Vespazijanov sin
- Tit Livij, rimski zgodovinar
- sveti Tit, sodelavec svetega Pavla in škof na Kreti
- Tit iz Bizanca, konstantinopelski patriarh (242–272)
- Tit Turnšek, politik, diplomat in podjetnik